# NWB Erben und Vermögen
Die Fachzeitschrift NWB Erben und Vermögen aus dem NWB Verlag ist eine Fachzeitschrift zum Thema Erben und Vermögen.

## Zielgruppe und Inhalte
Mit ihrem redaktionellen Angebot richtet sich die Erben und Vermögen an eine breitgefächerte Zielgruppe von Steuerberatern und Rechtsanwälten über Banken bis hin zu Finanzdienstleistern.
Inhaltlich bietet die Zeitschrift ihren Lesern monatlich einen Überblick über das für die Vermögensberatung relevante Geschehen in Rechtsprechung, Verwaltung und Wirtschaft. Themen wie Unternehmensnachfolge und Erbfallgestaltung, Kapitalanlage und Vermögensaufbau werden praxisnah dargestellt.

## Herausgeber und Lieferumfang
Die NWB Erben und Vermögen erscheint einmal monatlich in einer Auflage von rund 1480 Exemplaren (Verlagsangabe) im NWB Verlag, Herne (vormals: Verlag Neue Wirtschafts-Briefe). Herausgeber der Zeitschrift sind Eckhard Wälzholz und Hans Christian Blum.
Neben der gedruckten Ausgabe erhalten alle Abonnenten eine Tablet-Ausgabe der Zeitschrift, den E-Mail-Newsletter sowie einen Zugang zur NWB Datenbank in das Online-Archiv der Zeitschrift, angereichert mit weiterführenden Informationen und praktischen Arbeitshilfen.